# Hyphessobrycon frankei
Hyphessobrycon frankei är en fiskart som beskrevs av Axel Zarske och Géry, 1997. Hyphessobrycon frankei ingår i släktet Hyphessobrycon och familjen Characidae. Inga underarter finns listade i Catalogue of Life.